# Lázár János (színművész)
Lázár János (18. század–19. század) úttörő színész, súgó, színpadmester.

## Pályafutása
1819–21-ben Kilényi Dávid társulatánál volt színpadmester és súgó. Mint »théatrom mester« 1819—1820-ban Komáromban, 1820—1821-ben Győrben is megfordult. 1824-ben Komlóssy Ferenc társulatánál játszott, majd Székesfehérvárott szerepelt. 1828. augusztus—december havában Balla Károly társulatával Pestre került. Kisebb vándortársulatoknál is szerepelt. Két színházi zsebkönyv kiadója. Nagy gyakorlata ellenére mindvégig epizodista maradt.

## Fontosabb szerepei
- Flottiberg (Katona J.: Luca széke)
- Mixlex (Töpfer: Világ divatja)

## Munkái
- Magyar theatrumi Almanak, mely t. ns. Vass vármegyének Szombathely városában mulatozó nemzeti szinjátszó társaság által elő adatott játékdarabok neveit foglalja magában. Szombathely, 1822. (Ekkor Kilényi Dávidnál súgó volt.)
- Magyar theatrumi Almanach, mely ns. Vas vármegyének Szombathely városában mulatozó nemzeti szinjátszó társaság által elő adatott játék darabok neveit foglalja magában. Uo. 1842.